# Lezioni di golf
Lezioni di golf (How to Play Golf) è un film del 1944 diretto da Jack Kinney. È un cortometraggio animato della serie Goofy realizzato, in Technicolor, dalla Walt Disney Productions e uscito negli Stati Uniti il 10 marzo 1944.

## Trama
Pippo gioca a golf seguendo le istruzioni impartite da una voce fuori campo e rappresentate da un omino stilizzato. A un certo punto la palla finisce sul muso di un toro dormiente e, poiché una regola del golf vuole che la palla vada colpita da dove si è fermata, Pippo la colpisce da lì, finendo per svegliare l'animale, che si mette a inseguire Pippo e l'omino. Pippo è così costretto a terminare rapidamente tutte le 18 buche. Alla fine, in un pub, il toro diventa amico dell'omino e di Pippo e tutti insieme bevono e cantano.

## Distribuzione

### Cinema
- Pippo olimpionico (1972)[1][2]

### Edizioni home video
VHS
- VideoParade vol. 8 (giugno 1993)

DVD
Il cortometraggio è incluso nel DVD Walt Disney Treasures: Pippo, la collezione completa.